# Jean Dragesco
Jean Dragesco (Cluj, 27 aprile 1920 – 26 agosto 2020) è stato un biologo e astronomo romeno naturalizzato francese noto anche come Ion Drăgescu.

## Biografia
Dragesco ottenne il dottorato in biologia presso l'Università della Sorbonne. Lavorò per molti anni in Africa come biologo, contemporaneamente svolgendo la sua attività di astrofilo amatoriale nel campo della fotografia planetaria ad alta risoluzione con cui ottenne una fama internazionale. Fu membro della Société astronomique de France e della British Astronomical Association.

## Riconoscimenti
- Nel 2000 gli è stato dedicato l'asteroide 12498 Dragesco[3].

Dragesco ottenne numerosi premi, tra i quali:
- nel 1945 il Prix de l'Observatoire de la Guette (dal 1956 ridenominato Prix Georges Bidault de l'Isle)[5]

- nel 1975 il Prix des Dames[6]

- nel 1990 il The Walter H. Haas Observer’s Award[7]

- sempre nel 1990 il Steavenson memorial award[8]

- nel 1986-87, 1990-91 e 1991-92 il Cover Award[9]